# 埃斯卡塔朗
埃斯卡塔朗（法語：Escatalens）是法国南部-比利牛斯大区 塔恩-加龙省的一个市镇，属于蒙托邦区 蒙泰克县。该市镇2009年时的人口 为1,097人。

## 人口
埃斯卡塔朗人口变化图示
| 数据来源：INSEE |

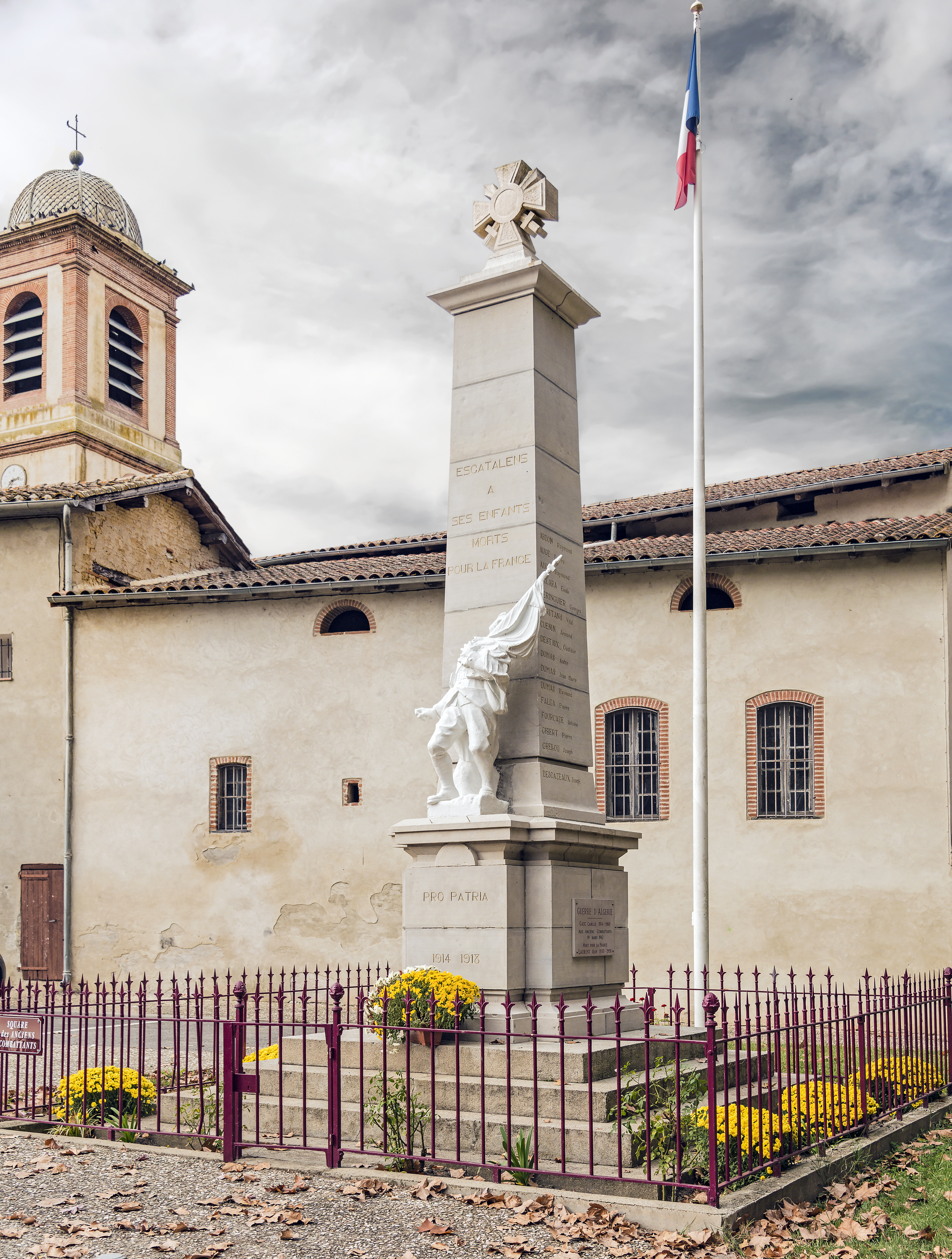
戰爭紀念碑
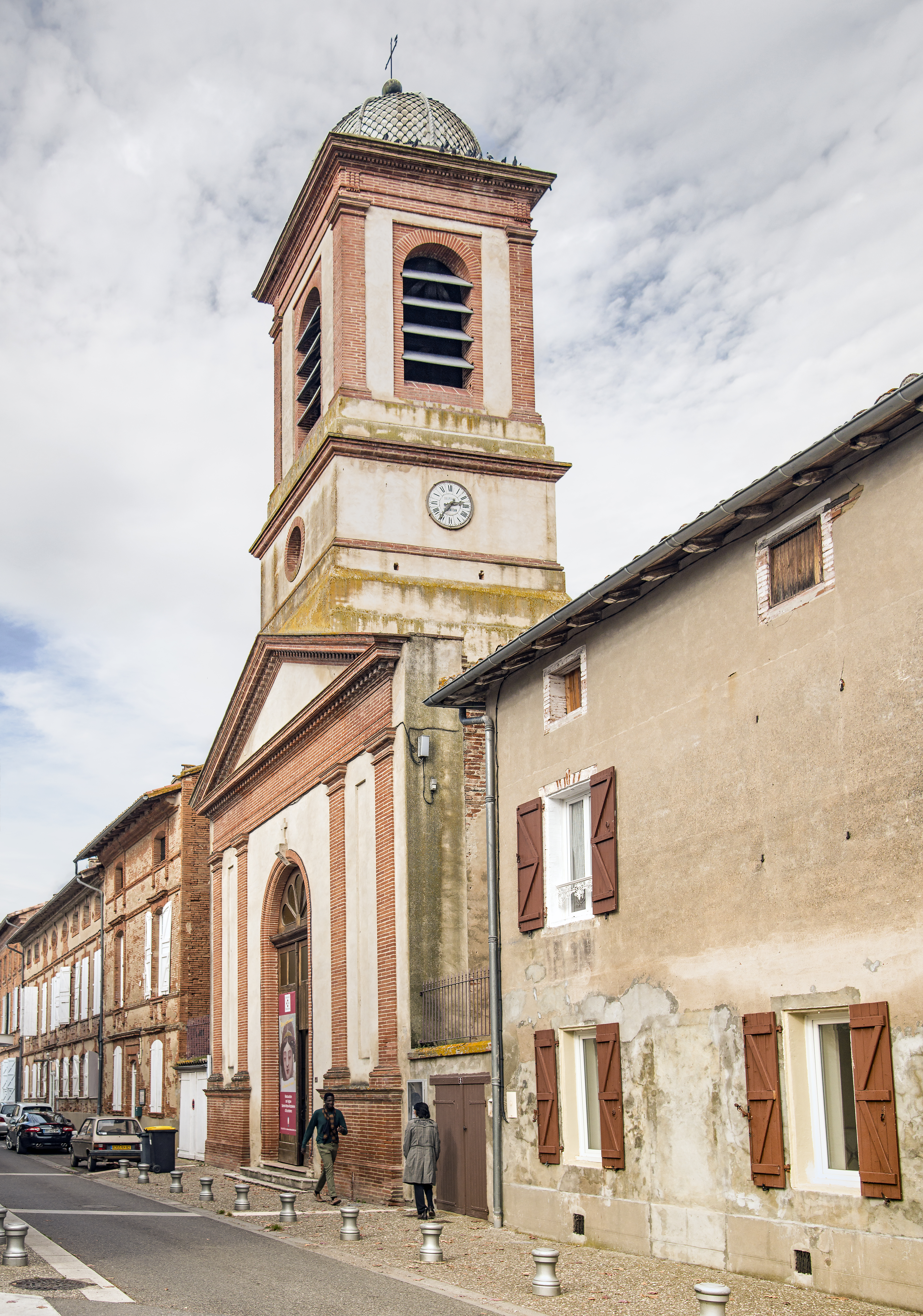
教堂
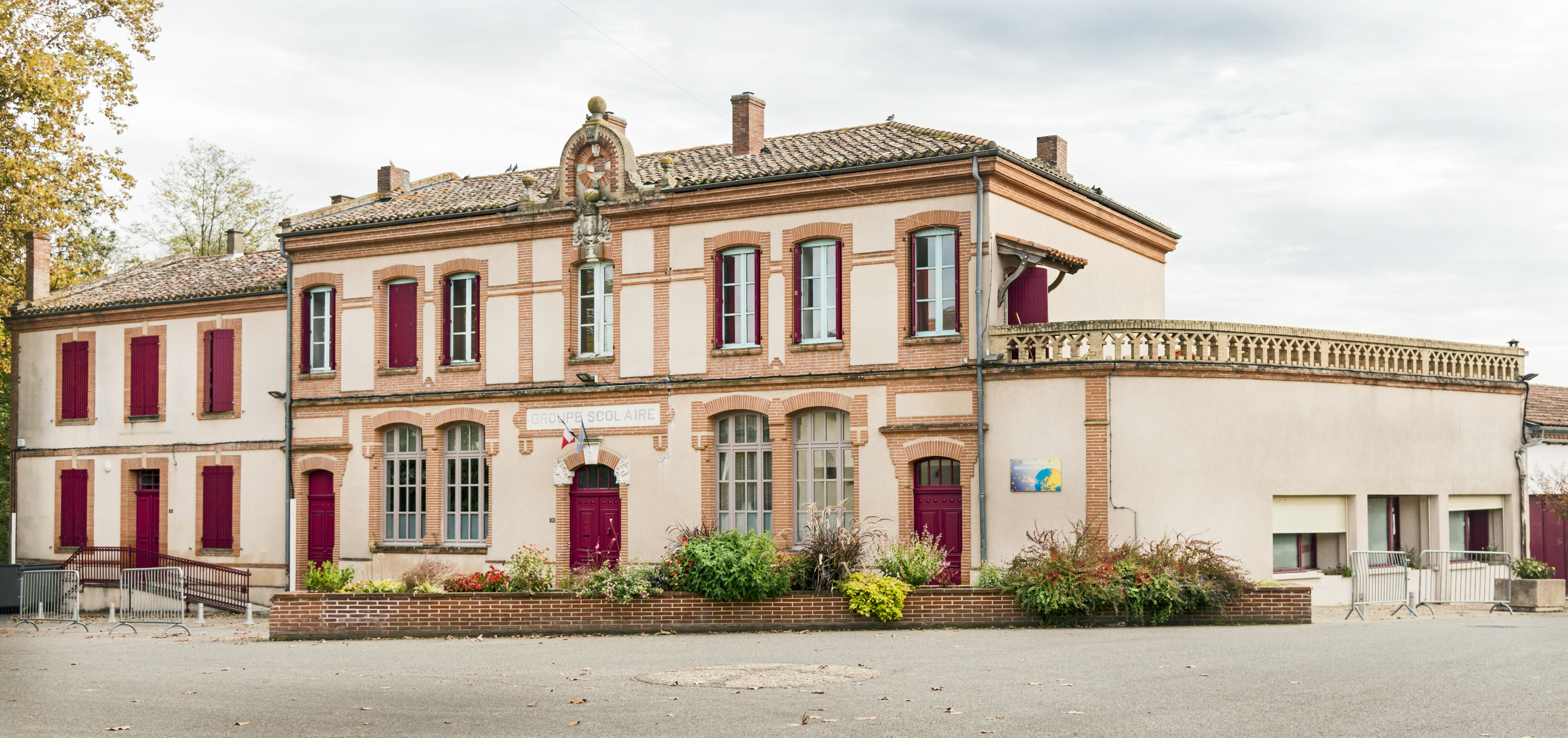
學校